# 시사크모슬라비나주

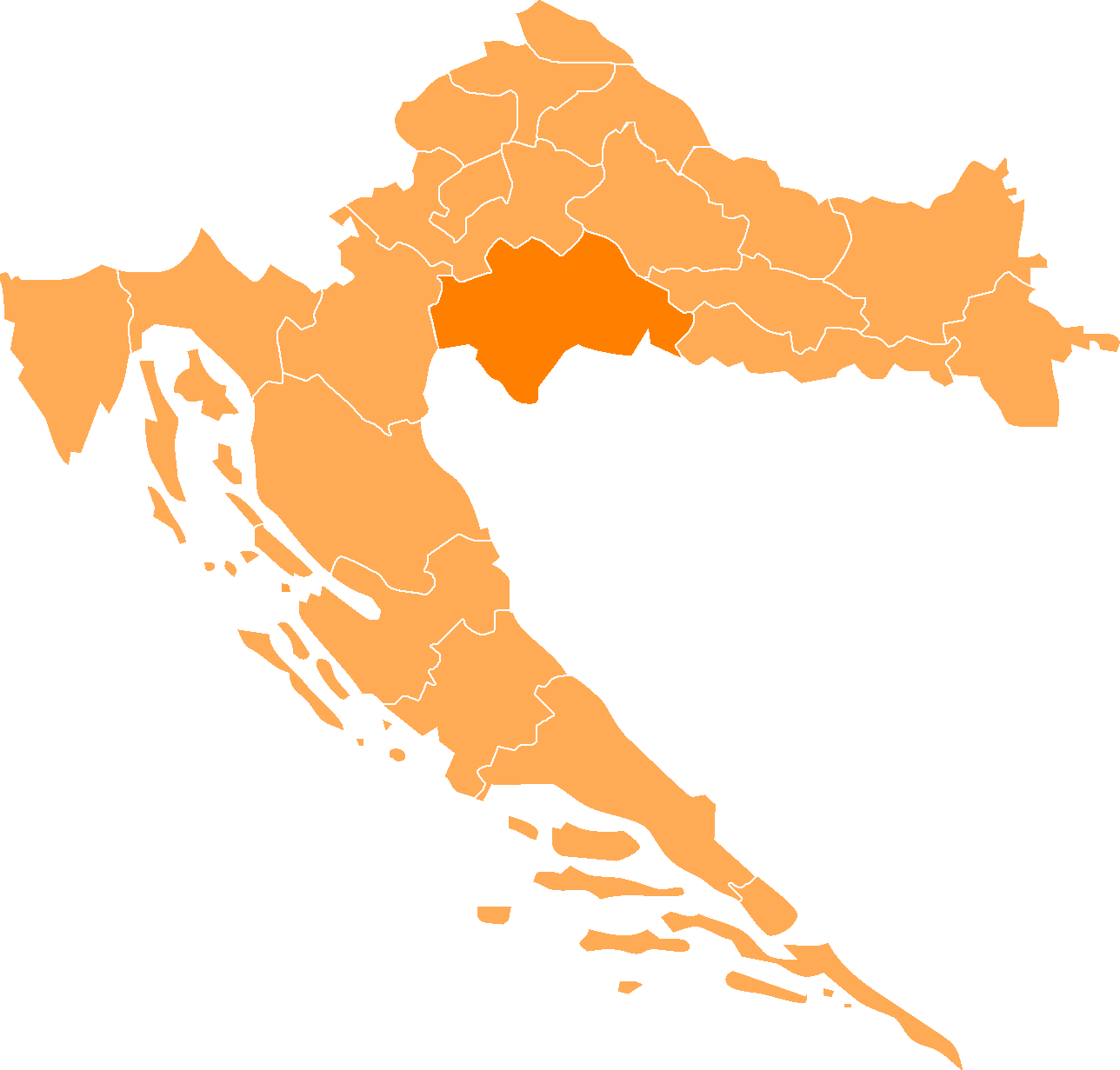
시사크모슬라비나주의 위치

시사크모슬라비나주(크로아티아어: Sisačko-moslavačka županija)는 크로아티아 중부와 슬라보니아 지방 남서부에 위치한 주로 주도는 시사크이며 면적은 4,463km2, 인구는 183,730명(2001년 기준), 인구 밀도는 41.2명/km2이다.
서쪽으로는 카를로바츠주, 북쪽으로는 자그레브주, 북동쪽으로는 벨로바르빌로고라주와 포제가슬라보니아주, 동쪽으로는 브로드포사비나주와 접하고 있고 남쪽으로는 보스니아 헤르체고비나와 국경을 접한다. 6개 시와 13개 지방 자치체를 관할하며 주 의회는 49개 의석으로 구성되어 있다.

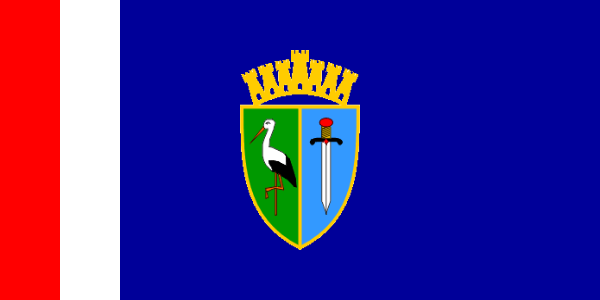
주기
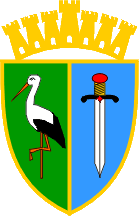
주 문장

## 인구
| 연도 | 인구    | ±%     |
| ---- | ------- | ------ |
| 1857 | 168,292 | —      |
| 1869 | 182,656 | +8.5%  |
| 1880 | 186,059 | +1.9%  |
| 1890 | 215,675 | +15.9% |
| 1900 | 235,514 | +9.2%  |
| 1910 | 256,207 | +8.8%  |
| 1921 | 248,953 | −2.8%  |
| 1931 | 268,287 | +7.8%  |

| 연도 | 인구    | ±%     |
| ---- | ------- | ------ |
| 1948 | 234,953 | −12.4% |
| 1953 | 247,482 | +5.3%  |
| 1961 | 255,635 | +3.3%  |
| 1971 | 258,643 | +1.2%  |
| 1981 | 255,292 | −1.3%  |
| 1991 | 251,332 | −1.6%  |
| 2001 | 185,387 | −26.2% |
| 2011 | 172,439 | −7.0%  |